# Wu Guanzhong
Wu Guanzhong (xinès simplificat: 吴冠中; xinès tradicional: 吳冠中; pinyin: Wú Guànzhòng) fou un pintor contemporani xinès famós tant a la Xina com a Occident. També va ser un teòric de l'art. Va néixer el 1919 a Yixing (宜興), província de Jiangsu i va morir a Pequín el 25 de juny de 2010. L'any 1935 comença a estudiar enginyeria a l'Escola Industrial de Zhejiang. El 1936 es traslladà a l'Acadèmia Nacional d'Art de Hangzhou on va estudiar l'art xinès i l'occidental. L'any 1947 va anar a París per estudiar a l'Escola Nacional Superior de Belles Arts i on admirà les grans figures de la pintura occidental (Utrillo, Braque, Matisse, Gauguin, Cézanne, Picasso i sobre tot Van Gogh). En un ambient immers en el realisme socialista se'l criticà pel seu formalisme burgès i va començar, llavors, un pelegrinatge d'un centre acadèmic a un altre i durant la Revolució Cultural va sofrir represàlies i va haver de realitzar treballs durs a la província de Hebei.
Wu ha pintat diversos temes com persones, plantes, animals, paisatges i arquitectura amb un toc impressionista.inspirat en els pintors d'aquest corrent d'inicis del segle xx. Les pintures de Wu, en relació al sentit del color i en els principis, mostren una influència occidental però el seu sentit i les variacions tonals de la tinta són típicament xineses. Ha estat el primer pintor xinès viu, l'obra del qual s'ha exposat al Museu Britànic (1992).